# Abidi
Abidi oder al-Abidi ist ein arabischer Name, der sich von ʿAlī ibn Husain Zain al-ʿĀbidīn ableitet.

## Namensträger
- Aboubakr al-Abidi, libyscher Fußballspieler
- Bani Abidi (* 1971), pakistanische Künstlerin
- Cyrus Abidi, Schauspieler
- Heike Abidi (* 1965), deutsche Werbetexterin und Autorin
- Mohammed al-Abidi (1987), jemenitischer Fußballspieler
- Nain Abidi (* 1985), pakistanische Cricketspielerin
- Omar Abidi (* 1983), britischer Schlagzeuger, Mitglied von Fightstar